# دیوید دی کلارک
دیوید دی کلارک (انگلیسی: David D. Clark؛ زاده ۷ آوریل ۱۹۴۴) دانشمند رایانه و پیشگام اینترنت اهل ایالات متحده آمریکا است که از اواسط دهه ۱۹۷۰ با تحولات اینترنت درگیر بوده‌است. او در حال حاضر به عنوان محقق ارشد در آزمایشگاه علوم رایانه و هوش مصنوعی مؤسسه فناوری ماساچوست (CSAIL) کار می‌کند.
وی برنده جوایزی همچون مدال ریچارد همینگ مؤسسه مهندسان برق و الکترونیک شده‌است.